# Distrito electoral de Crater (condado de Calhoun, Illinois)
Crater (en inglés: Crater Precinct) es un distrito electoral ubicado en el condado de Calhoun en el estado estadounidense de Illinois. En el Censo de 2010 tenía una población de 525 habitantes y una densidad poblacional de 9,35 personas por km².

## Geografía
Crater se encuentra ubicado en las coordenadas 39°16′4″N 90°38′19″O / 39.26778, -90.63861. Según la Oficina del Censo de los Estados Unidos, Crater tiene una superficie total de 56.16 km², de la cual 54.2 km² corresponden a tierra firme y (3.49%) 1.96 km² es agua.

## Demografía
Según el censo de 2010, había 525 personas residiendo. La densidad de población era de 9,35 hab./km². De los 525 habitantes, estaba compuesto por el 99.43% blancos, el 0% eran afroamericanos, el 0% eran amerindios, el 0.38% eran asiáticos, el 0% eran isleños del Pacífico, el 0% eran de otras razas y el 0.19% pertenecían a dos o más razas. Del total de la población el 0.19% eran hispanos o latinos de cualquier raza.